# Sierra Leone Rugby Union
Die Sierra Leone Rugby Union (SLRU), ehemals Sierra Leone National Rugby Association (SLeNRA), ist der Dachverband für den Rugbysport in Sierra Leone. Der Verband ist kein Mitglied von World Rugby, jedoch seit 2014 Mitglied von Rugby Africa.

## Aufgaben
Die SLRU organisiert die nationalen Ligen und stellt Richtlinien für die Sportarten wie vor allem 7er-Rugby und Rugby-Union auf. Aktuell (Stand Mai 2017) gibt es Vereine in Freetown und Makeni. Der Aufbau von weiteren Mannschaften in Bo und Kenema sowie die Förderung von Touch Rugby auf Schulebene sind die Hauptaufgaben der SLRU. Zudem stellt der Verband die sierra-leonische Rugby-Union-Nationalmannschaft, die Lion Warriors auf.